# Péter cár és a szerecsen
A Péter cár és a szerecsen (eredeti cím: Сказ про то, как царь Пётр арапа женил) 1976-ban bemutatott egész estés szovjet film. A film Puskin: Nagy Péter szerecsene c. novellája nyomán Alekszandr Naumovics Mitta rendezésében készült. A film főszereplője Vlagyimir Viszockij volt. 
A Szovjetunióban 1976. december 6-án, Magyarországon 1978. augusztus 24-én mutatták be a mozikban.
A Péter cár és a szerecsen – egy mesefilm; maradandó műalkotás és nem egyedül a főszereplő miatt. A rajzfilmbetétekkel is színezett film megidézi a nagy, szenvedélyes cárt és világát, maradi környezetét; az udvari légkört:
Péter cár keresztfiának fogadja a hozzá került szerecsen fiút, Ibrahim Hannibált, és saját fiaként nevelteti. Párizsba küldi hajóépítést tanulni, de a fiú jobban érdeklődik a szép lányok iránt. Emiatt a cár hazarendeli és beállítja dolgozni a flottaépítésbe. Ibrahim a nagy udvari ünnepi bálon beleszeret egy szép bojárlányba, akit a cár feleségül is ígér nevelt fiának. Natasa kétségbe esik, a fiú lemond a házasságról, a cár dühében száműzi.
Végül azonban minden jóra fordul, a szerelmesek egymáséi lesznek; mert ez egy mese.

## Szereplők
- Vlagyimir Viszockij – Ibrahim, a szerecsen
- Alekszej Petrenko – I. Péter cár
- Ivan Rizsov – Gavrila Afanaszjevics Rtyiscsov
- Oleg Tabakov – Jeguzsinskij
- Valerij Zolotuhin – Filka
- Irina Mazurkevics – Natasa Rtyiscsova
- Mihail Koksenyov – Szergunka Rtyiscsov
- Zsenya Mitta – Vanyecska Rtyiscsov
- Semjon Morozov – Mihajlo Govorov
- Mihail Gluzskij – Balakirev
- Ljudmila Csurszina – Csarina
- Andrej Fajt – Apát
- Vlagyimir Mensov – Tiszt
- Jurij Komarov – De Kavenyak
- Irina Pecsernyikova – Luiza De Kavenyak
- Alekszandr Barusnoj – diplomata
- Vlagyimir Kaspur – Shipwright
- Sztanyiszlav Csekan – Marsall
- Nyikolaj Szergejev – Afanaszij Rtyiscsov
- Klara Rumjanova – Gavrila Rtyiscsov felesége
- Alekszandr Pjatkov – Ivan